# Rio da Várzea
Der Rio da Várzea ist ein etwa 180 km langer Fluss im Süden des brasilianischen Bundesstaats Paraná. Er entspringt im Munizip São José dos Pinhais (Distrikt Faxina) auf 967 m Meereshöhe. Er mündet 85 km westlich davon zwischen den Munizipien Lapa und Rio Negro in den Fluss Rio Negro.

## Etymologie und Geschichte
Várzea bedeutet auf Deutsch Flussniederung. Der Fluss diente im 19. Jahrhundert der Erkundung und Besiedlung und dann dem Transport von Menschen und Gütern mittels einfacher Boote. Mit der Öffnung von Straßen durch das unwegsame Gebiet verlor er seine Bedeutung als Wasserweg.

## Geografie

### Lage
Das Einzugsgebiet des Rio da Várzea befindet sich auf dem Primeiro und dem Segundo Planalto Paranaense. Sein Tal durchschneidet deren alkaline Gesteine und ist gefüllt mit Flusssedimenten.

### Verlauf
Seine Quelle liegt im Munizip São José dos Pinhais auf 967 m Meereshöhe nahe der BR-376. Der Fluss verläuft in seinem Oberlauf in südwestlicher Richtung. Im Munizip Tijucas do Sul bildet er etwa 20 km südlich seines Ursprungs auf 858 m Höhe einen touristisch gut erschlossenen Wasserfall (Saltinho). Bis dahin hat er 109 Höhenmeter verloren (5,5 ‰).

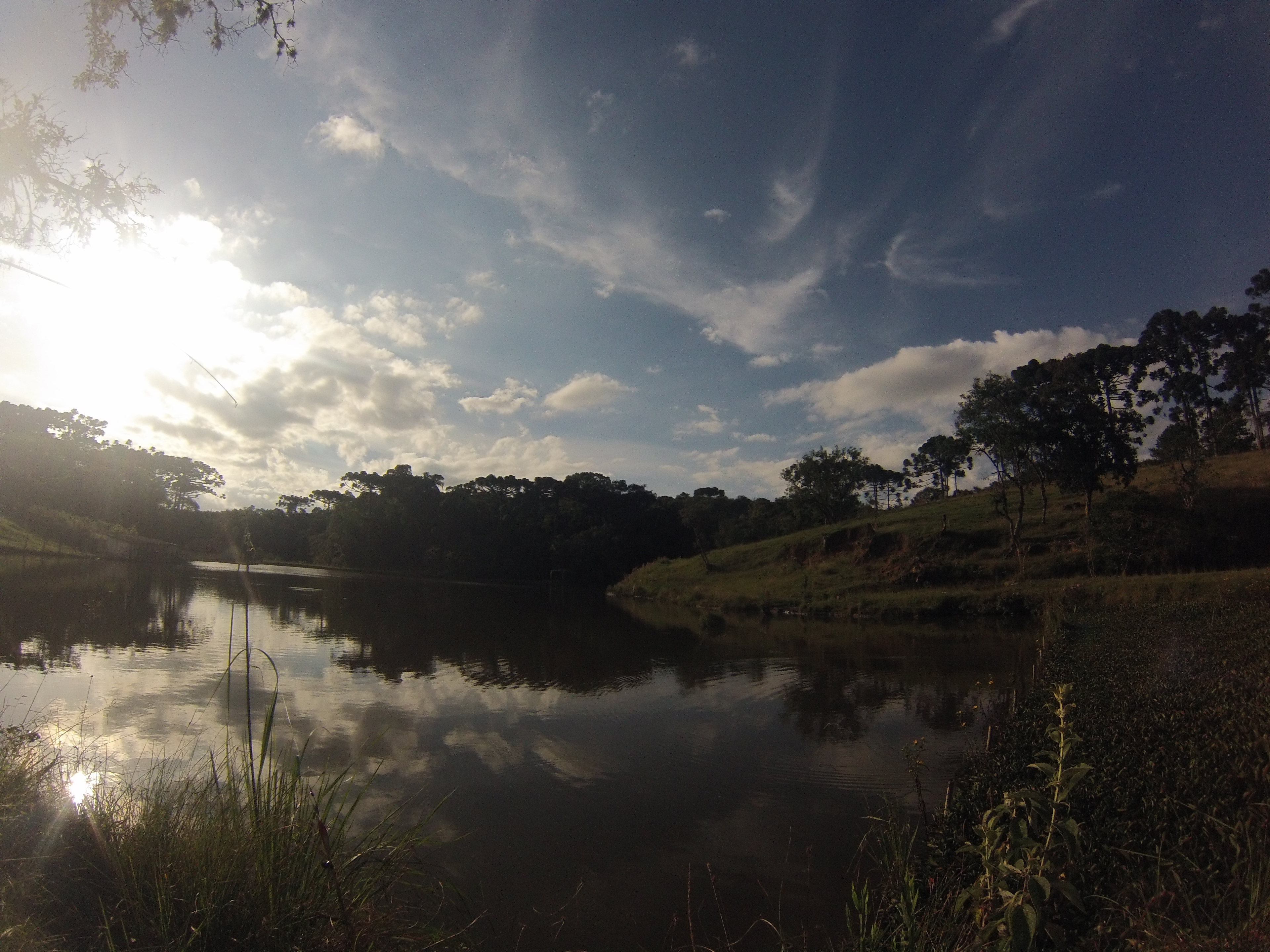
Rio da Várzea im Munizip Quitandinha

Ab hier fließt er mit moderaterem Gefälle (0,4 ‰) nach Westen, bis er zwischen den Munizipien Rio Negro und Lapa auf 772 m Höhe von rechts in den Iguaçu-Nebenfluss Rio Negro mündet.
Die Entfernung zwischen Ursprung und Mündung beträgt 85 km. Er ist etwa 180 km lang.

### Munizipien im Einzugsgebiet
Die Liste der Munizipien umfasst São José dos Pinhais, Mandirituba, Lapa, Tijucas do Sul, Agudos do Sul, Quitandinha, Campo do Tenente und Rio Negro.

### Zuflüsse
Die wichtigsten der Nebenflüsse sind die Rios da Areia, Caí, do Poço und Tabatinga.